# Sudd
Sudd (arabisk: السد, Nuer: Baki̱ec, Dinka: Toc) er en enorm sump i Sydsudan, dannet af den Hvide Nils Baḥr al-Jabal-sektion. Det arabiske ord sudd er afledt af sadd (سد), der betyder "barriere"  eller "hindring".  Området  som sumpen dækker, er et af verdens største vådområder og det største ferskvandsvådområde i Nilbassinet.
I mange århundreder viste sumpen, og især dens kratvegetation, sig at være en uigennemtrængelig barriere for sejlads langs Nilen. De gamle egyptere formåede ikke at trænge igennem Sudd og nå til områderne syd for den. I år 61 e.Kr. fortsatte en gruppe romerske soldater sendt af kejser Nero op ad den Hvide Nil, men var ikke i stand til at komme længere end Sudd, som også markerede grænsen for den romerske indtrængen i ækvatoriale Afrika. Af de samme grunde var eftersøgningen af Nilens kilder i senere tider fortsat vanskelig, indtil man foretog ekspeditioner over land fra den centralafrikanske kyst for at undgå at skulle rejse gennem Sudd.
[[File:|thumb|left|upright|]]
I 2019 viste en undersøgelse, at øgede vandmængder ind i Sudd kan være en delvis årsag til op til en tredjedel af hele den vestafrikanske stigning i atmosfæriske metanniveauer i løbet af det foregående årti.

## Beliggenhed
Sudd strækker sig fra Mongalla til lige ud for Sobat-flodens sammenløb med Den Hvide Nil lige opstrøms for byen Malakal samt vestpå langs floden Bahr el Ghazal. Det lavvandede og flade indlandsdelta ligger mellem 5,5 og 9,5 grader nordlig bredde og dækker et område mked 500 km fra syd til nord og 200 km fra øst til vest, mellem Mongalla i syd og Malakal i nord.
Dens størrelse er meget varieret og har et gennemsnit på over 30.000 km2. I  regntiden kan det strække sig til over 130.000 km2, hvilket omfatter 21% af landet, afhængigt af det tilstrømmende vand, hvor udledningen fra Victoriasøen er den primære faktor for oversvømmelsesniveauet af områdets oversvømmelse. Da Sudd-området består af forskellige bugtende kanaler, laguner, siv- og papyrusmarker  mister halvdelen af sit tilstrømmende vand gennem evapotranspiration i de permanente og sæsonbestemte flodsletter, har den komplekse hydrologi mange forskelligartede effekter.  Et vigtigt træk ved området er den ikke færdiggjorte Jonglei-kanal, som var planlagt til at skabe omløb for vand fra Sudd, for at undgå fordampningstab, og øge mængden af vand, der udledes ved Sudd-udløbet.
Fra 1961 til 1963 øgedes det oversvømmede område, da vandstanden i Victoriasøen steg, og udstrømningen dermed øgedes. Det samlede areal af Sudd er relateret til mængden af vand, der når byen Bor fra Albert Nilen og fra strømme eller sæsonbestemte vandløb, som kan øge vandstrømmen betydeligt i den øvre ende af Sudd. Vandføringen ved Mongalla blev  omtrent fordoblet, og vandføringen ved Malakal i den nordlige ende af sumpene steg med 1,5 gange den tidligere gennemsnitlige vandføring. Som følge heraf  er områderne med permanent sump og sæsonbestemte flodsletter tilsammen steget til 2,5 gange deres tidligere størrelse. Sumpene er vokset mest, og den sæsonbestemte flodslette er 1,5 gange større.
Fra den sydlige indløb af Bahr al Jabal ("Bjergets Hav") ved Mongalla udvider det definerede flodleje sig til en flodslette, hvor vandet løber i bugtende flodstrækninger og forskellige kanaler og laguner i tørtiden. Med stigende vandstand udvider det sig over de halvt oversvømmede græsarealer i regntiden.
Lidt nedstrøms for Bor forgrener Bahr el Zeraf ("Giraffernes Hav") sig fra Bahr al Jabal mod øst, hvorved en del af strømmen omdirigeres, og igen mødes den med Bahr al Jabal lige før den når Malakal. Under sit løb passerer Bahr al Jabal søen No, hvor Bahr el Ghazal ("Gazellernes Hav") forbindes med Bahr al Jabal og bidrager med en tilstrømning med sæsonbestemt variation.  De kombinerede strømme løber derefter mod nord som Den Hvide Nil i et defineret leje, hvor de mødes med Den Blå Nil ved Khartoum og danner hovednilen.
Et område på 57.000 km2  i Sudd blev  i 2006 udpeget som Ramsar-vådområde.

## Befolkning
Nuer- og Dinka- kvæghyrder bruger Sudd og de omkringliggende områder i stor udstrækning. Husdyrhold og regnvandsbaseret landbrug er de dominerende erhverv og de sæsonbestemte oversvømmede græsarealer langs Sudd giver værdifuld græsning.

## Trusler og bevarelse
Den langvarige borgerkrig i Sydsudan forstyrrede alvorligt bevaringsindsatsen i Sudd, især da den udbredte tilgængelighed af våben har opmuntret til krybskytteri på vilde dyr, herunder elefanter. Der er tre vildtreservater: Zeraf Island mellem Zeraf-floden og Nilen, Shambe-reservatet og Mongalla-vildtreservatet .